# Greta Liming
Greta Marianne Liming-Samsioe, född 1 juli 1920 i Östersund, död 17 mars 2015 i Stockholm, var en svensk skådespelare.
Liming var från 1943 till hans död gift med löjtnant, senare direktör Yves R. Samsioe. De flyttade till Paris 1961 och kom tillbaka till Sverige efter några år. Makarna Samsioe är begravda på Skogskyrkogården i Stockholm.

## Filmografi
- 1939 – Skanör-Falsterbo
- 1939 – Kadettkamrater
- 1941 – Gatans serenad
- 1941 – Spökreportern
- 1941 – Ung dam med tur
- 1942 – Gula kliniken
- 1942 – Sexlingar
- 1942 – Ta hand om Ulla
- 1943 – Anna Lans
- 1943 – I brist på bevis
- 1944 – Gröna hissen
- 1945 – Bröderna Östermans huskors
- 1945 – Moderskapets kval och lycka
- 1946 – Klockorna i Gamla Sta'n
- 1947 – Livet i Finnskogarna
- 1947 – Romantik och teknik
- 1948 – Livet på Forsbyholm

## Teater

### Roller
| År   | Roll        | Produktion                                            | Regi            | Teater                  |
| ---- | ----------- | ----------------------------------------------------- | --------------- | ----------------------- |
| 1941 | Medverkande | Kar de Mummas ofullbordade, revy Kar de Mumma         | Leif Amble-Næss | Blancheteatern          |
| 1941 | Medverkande | Luddes underbara resa, revy Ch. Henry och Einar Molin | Gideon Wahlberg | Odeonteatern, Stockholm |
| 1942 | Medverkande | Grand Hôtel Ludde, revy Ch. Henry och Einar Molin     | Sigge Fischer   | Odeonteatern, Stockholm |